# Macrobiotus allani
Macrobiotus allani är en djurart som tillhör fylumet trögkrypare, och som beskrevs av Murray 1913. Macrobiotus allani ingår i släktet Macrobiotus och familjen Macrobiotidae. Inga underarter finns listade i Catalogue of Life.